# The Mandrake Project
The Mandrake Project to siódmy album studyjny wokalisty grupy Iron Maiden, Bruce'a Dickinsona opublikowany 1 marca 2024 roku. Kompozycje zostały stworzone przez gitarzystę Roya Z oraz Dickinsona. To pierwszy od niemal dwóch dekad album studyjny artysty, czyli od wydanego w 2005 roku Tyranny of Souls, ukazujący się po najdłuższej przerwie pomiędzy albumami z premierowym materiałem w solowej karierze muzyka. Album okazał się największym sukcesem rynkowym w dotychczasowej karierze solowej Dickinsona. 

## Single promocyjne
Pierwszym singlem promującym The Mandrake Project był "Afterglow of Ragnarok". Dickinson twierdził, iż jest to opowieść zwiastująca całościowy koncept nadchodzącej płyty.
"Rain on the Graves" był drugim singlem promocyjnym, opublikowanym 25 stycznia przez BMG Records wraz z towarzyszącym mu konceptualnym video, podobnie jak to miało miejsce w przypadku pierwszego singla. Utwór zawiera wyrazisty riff gitarowy, dramaturgiczne partie instrumentów klawiszowych i narrację wokalną. Piosenka została zainspirowana wizytą frontmana Iron Maiden na grobie poety Williama Wordswortha znajdującym się w Lake District. Wydarzenie miało miejsce w pochmurny, deszczowy dzień, co bezpośrednio zainspirowało tytuł utworu.

## Reakcja na album
Wydany po 19 latach przerwy, siódmy studyjny album Bruce'a Dickinsona, zatytułowany The Mandrake Project, spotkał się z ciepłym przyjęciem zarówno ze strony krytyków muzycznych, jak i fanów. Album odniósł największy sukces na listach bestsellerów w dotychczasowej karierze solowej artysty. Płyta znalazła się na pierwszym miejscu notowań w Niemczech, Szwecji oraz Austrii. Top 3 bestsellerów odnotowano w Polsce, Wielkiej Brytanii, Finlandii, Szwajcarii, Szkocji, Chile oraz Walii. W Top 5 znalazła się w Brazylii, Danii, Belgii, Holandii, Portugalii czy Hiszpanii. Album uplasował się w Top 10 zestawień we Francji i Meksyku. Na ogólnoświatowych listach sprzedaży nośników fizycznych (w tym płyt winylowych), The Mandrake Project zazwyczaj plasował się w Top 3 oraz Top 5. Płyta jako pierwsza w dyskografii artysty trafiła do Top 15 ogólnoświatowego zestawienia sprzedaży albumów. Znacznym zainteresowaniem cieszyła się również pierwsza od 23 lat solowa trasa artysty, która na miesiąc przed startem została niemal wyprzedana. 

## Lista utworów
1. „Afterglow of Ragnarok” – 5:45
2. „Many Doors to Hell” – 4:48
3. „Rain on the Graves” – 5:05
4. „Resurrection Men” – 6:24
5. „Fingers in the Wounds” – 3:39
6. „Eternity Has Failed” – 6:59
7. „Mistress of Mercy” – 5:08
8. „Face in the Mirror” – 4:08
9. „Shadow of the Gods” – 7:02
10. „Sonata (Immortal Beloved)” – 9:51

## Twórcy
Muzycy:
- Bruce Dickinson – wokal prowadzący, gitara akustyczna (utwory 4, 8), bongosy (4), instrumenty klawiszowe (6, 7), perkusja (6)
- Roy Z – bass, gitara prowadząca
- Dave Moreno – perkusja
- Mistheria – instrumenty klawiszowe
- Chris Declercq – solo gitarowe (utwór 3)
- Gus G – solo gitarowe (utwór 6)
- Sergio Cuadros – dęte instrumenty drewniane (utwór 6)

Nagrania i produkcja:
- Roy Z – produkcja, miks, inżynier dźwięku
- Brendan Duffey – mix, mastering, inżynier dźwięku
- Roger Ramirez – mix (utwór 1), inżynier (1)
- Addasi Addasi – inżynier
- Alonso Herrera – inżynier
- Christian Cummings – inżynier
- Dave Moreno – inżynier
- Idriss Nadi – inżynier
- Michael Harris – inżynier
- Frank Gibson – inżynier (utwór 1)
- Denis Caribaux – inżynier (utwór 7)
- Bruce Buchhalter – asystent miksu (utwór 1)

Koncept Artystyczny:
- Bruce Dickinson – główny pomysłodawca
- Stuart Crouch Creative – projekt
- Anthony Lamb – okładka
- John McMurtrie – zdjęcia

## Pozycje na listach
| Lista                    | Kraj              | Pozycja |
| ------------------------ | ----------------- | ------- |
| ABPD                     | Brazylia          | 4       |
| Chile Album Charts       | Chile             | 3       |
| AMPROFON                 | Meksyk            | 10      |
| ARIA Charts              | Australia         | 6       |
| Ö3 Austria Top 40        | Austria           | 1       |
| Ultratop 50              | Belgia (Flandria) | 4       |
| Ultratop 50              | Belgia (Walonia)  | 8       |
| IFPI                     | Chorwacja         | 28      |
| IFPI                     | Czechy            | 87      |
| Vinyl Albums Chart       | Dania             | 5       |
| Suomen virallinen lista  | Finlandia         | 2       |
| IFPI                     | Francja           | 10      |
| PROMUSICAE               | Hiszpania         | 7       |
| PROMUSICAE Vinyl         | Hiszpania         | 3       |
| MegaCharts               | Holandia          | 6       |
| Official Charts          | Irlandia          | 8       |
| Top Canadian Album Sales | Kanada            | 1       |
| Top Current Album Sales  | Kanada            | 1       |
| Hard Rock Music Sales    | Kanada            | 1       |
| Media Control Charts     | Niemcy            | 1       |
| OLIS Albumy Winylowe     | Polska            | 2       |
| OLIS Albumy Fizyczne     | Polska            | 2       |
| OLiS                     | Polska            | 3       |
| IFPI                     | Portugalia        | 5       |
| Billboard 200            | Stany Zjednoczone | 176     |
| Top Albums Sales         | Stany Zjednoczone | 5       |
| Independent Albums       | Stany Zjednoczone | 30      |
| Tastemaker Albums        | Stany Zjednoczone | 4       |
| Hard Rock Albums         | Stany Zjednoczone | 9       |
| Vinyl Albums             | Stany Zjednoczone | 21      |
| Scottish Album Chart     | Szkocja           | 2       |
| Sverigetopplistan        | Szwecja           | 1       |
| Schweizer Hitparade      | Szwajcaria        | 2       |
| FIMI                     | Włochy            | 5       |
| Mahasz Albumy            | Węgry             | 19      |
| Mahasz Albumy Fizyczne   | Węgry             | 2       |
| UK Albums Chart          | Wielka Brytania   | 3       |
| UK Rock Albums Chart     | Wielka Brytania   | 1       |
| UK Physical Albums       | Wielka Brytania   | 3       |
| UK Indie Albums          | Wielka Brytania   | 1       |
| Welsh Albums Chart       | Walia             | 2       |
| European Album Chart     | Europa            | 3       |